# Chithira Thirunal Balarama Varma
Chithira Thirunal Balarama Varma (Padmanabhapuram, 7 novembre 1912 – Trivandrum, 19 luglio 1991) fu l'ultimo maharaja di Travancore dal 1924 al 1949.

## Ascesa al trono
Balarama Varma era il figlio maggiore di Sethu Parvathi Bayi, Rani di Attingal, e di sua moglie, M.R.Ry Ravi Varma Kochu Koil Thampuran di Kilimanoor, nipote del celebre pittore Raja Ravi Varma. La madre di Balarama Varma era imparentata con la casata reale di Travancore per linea diretta femminile. Nel 1900, a causa della mancanza di eredi nella famiglia reale, ella venne adottata dalla zua materna ed alla morte appunto di Sri Moolam Thirunal Ramavarma, il 7 agosto 1924, Balarama Varma succedette al trono di Travancore sotto la reggenza della zia materna, la famosa Maharani Sethu Lakshmi Bayi. Come tradizione egli prese il nome di 'Sree Chithira Thirunal'.

## Maharaja di Travancore
Sree Chithira Thirunal raggiunse la maggiore età il 6 novembre 1931 e in quella data venne investito dei pieni poteri di governo. Tra le prime attività da lui inaugurate vi fu la fondazione dell'Università di Travancore (oggi Università di Kerala) nel 1937. Egli fece inoltre costruire uno splendido palazzo reale che attualmente è sede del museo nazionale dell'area.
Egli promulgò nel 1936 la "Proclamazione di entrata nel tempio", un moderno documento di emancipazione sociale che eliminava il privilegio delle classi sociali più elevate che erano considerate le uniche ad avere direttamente accesso ai templi del regno.

## Gli ultimi anni
Dopo la proclamazione d'indipendenza dell'India nel 1947, Sree Chithira Thirunal accettò l'unione del proprio stato all'India dopo alcune iniziali esitazioni. Travancore venne unita allo stato vicino di Cochin e Sree Chitira Tirunal divenne Rajpramukh di entrambi gli stati che presero il nome di Unione di Travancore-Cochin dal 1º luglio 1949 al 31 ottobre 1956, data con la quale cessò anche questa identità territoriale a vantaggio dell'attuale stato di Kerala che sorge sulle ceneri di Travancore dal 1º novembre 1956.
Ritiratosi a vita privata, Sree Chithira Thirunal Balarama Varma morì al Palazzo Kowdiar a Trivandrum nel 1991. Alla sua morte gli succedette come capo della casata il fratello minore Uthradom Thirunal Marthanda Varma dal momento che egli non aveva avuto figli.
Il governo dell'India gli ha dedicato nel 1991 un francobollo commemorativo al fine di sottolineare l'importanza e la modernità delle riforme da lui introdotte durante gli anni del proprio governo.